# Bedchamber crisis

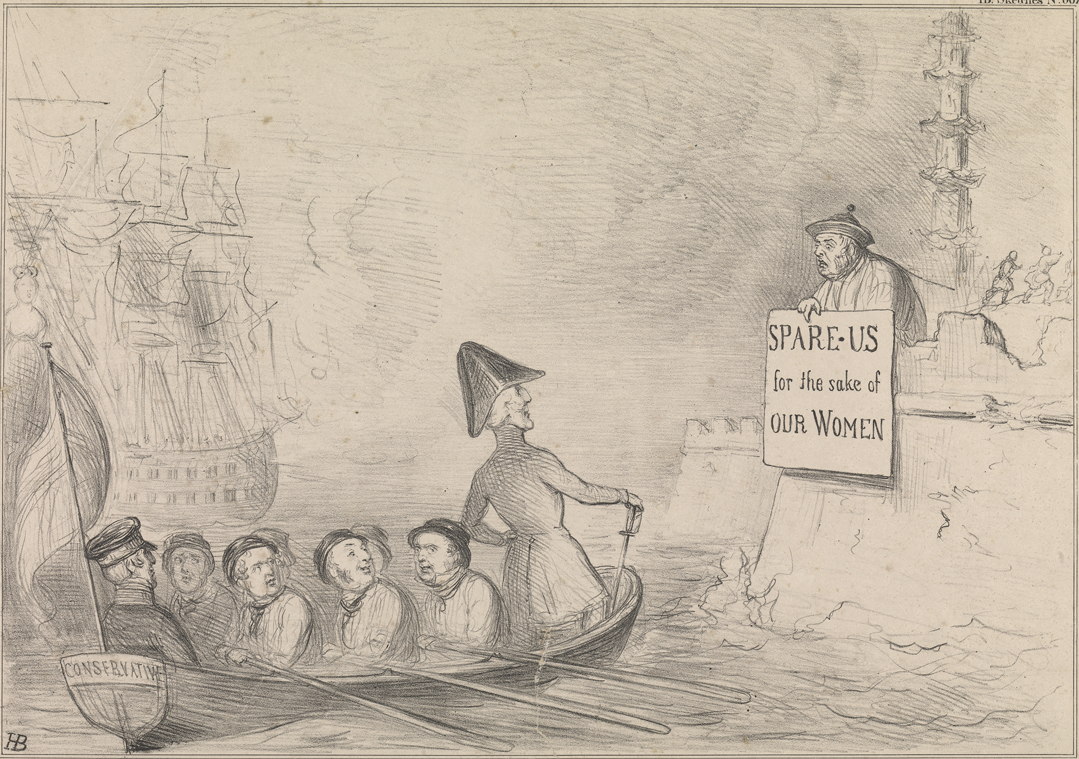
Rappresentazione satirica della crisi, opera di John Doyle, 31 dicembre 1840

The Bedchamber Crisis (ovvero la crisi della camera da letto) si verificò il 7 maggio 1839 dopo che il politico Whig Lord Melbourne dichiarò la sua intenzione di rassegnare le sue dimissioni come primo ministro dopo che un provvedimento governativo passò con uno strettissimo margine di soli cinque voti nella Camera dei Comuni. La sconvolta e giovane regina Vittoria, le cui ardenti simpatie politiche andavano ai Whigs, in primo luogo chiese al Duca di Wellington, un ipotetico primo ministro Tory, di formare un nuovo governo, ma egli educatamente declinò l'offerta. La regina, riluttante, allora invitò il leader dei Tory Robert Peel a formare un governo. Peel comprese che un tale governo avrebbe avuto la minoranza nella Camera dei Comuni e che sarebbe stato strutturalmente debole, danneggiando possibilmente la sua futura carriera politica.
Peel accettò l'invito a condizione che la Regina congedasse alcune delle sue Ladies of the Bedchamber (espressione traducibile in italiano con dame da compagnia), molte delle quali erano mogli o parenti degli attuali politici Whigs. La regina rifiutò la richiesta, considerando le sue dame come delle amiche intime e non come degli oggetti di mercanteggiamento politico. Peel, pertanto, rifiutò di diventare Primo Ministro e Melbourne fu alla fine persuaso a stare in carica come tale.
Dopo il matrimonio di Vittoria con il principe Alberto nel 1840, la Regina considerò meno le sue dame come delle amiche. Nelle elezioni generali del 1841, i Tories di Peel ottennero una maggioranza e la regina nominò Peel come il nuovo primo ministro, un cambiamento di governo per il quale Melbourne aveva nel frattempo preparato la regina. Accettando "il saggio consiglio del Principe Alberto, di tendenze democratiche", Vittoria sostituì tre delle sue dame Whig con delle Tories.
Al tempo della crisi, l'inesperta Vittoria non aveva ancora vent'anni ed era sul trono da meno di due. Era sgomentata al pensiero di perdere il suo primo, e finora solo, Primo Ministro, Lord Melbourne, che era stato una saggia e dolce figura paterna per la Regina nei suoi primi anni di regno (il suo padre naturale, il Duca di Kent Edoardo, era morto quando lei era solo una bambina). Vittoria si era fatta anche erroneamente l'idea che Peel volesse rimpiazzare tutte le sue dame - le sue più intime amiche e compagne a corte - quando di fatto Peel desiderava sostituire solo sei delle venticinque dame, ma fallì nel rendere manifeste le sue intenzioni alla regina.
In età avanzata, Vittoria si rammaricò della sua intransigenza giovanile, scrivendo al suo segretario privato, Arthur Bigge: «Allora ero molto giovane, e forse dovrei agire differentemente se tutto ciò dovesse essere fatto di nuovo».
La Bedchamber Crisis fu rappresentata nel film del 2009 The Young Victoria e nella serie televisiva del 2016 Victoria.